# Håkon Jarls saga
Håkon jarls saga er den sjette af kongesagaerne i Snorre Sturlasons Heimskringla, efter Ynglingesagaen, Halvdan Svartes saga, Harald Hårfagres saga, Håkon den godes saga og Eirikssønnenes saga. Snorres kongesagaer er skrevet på Island i 1220'erne og handler om de norske konger fra de ældste tider til Magnus Erlingsson.

## Baggrund og kildemateriale
Islændingen Snorre var født i 1179 og havde været i Norge i to år fra 1218 til 1220. Han rejste på denne tid meget rundt i Norge, og vi må antage, at han skaffede sig megen kundskab om norsk historie både fra mundtlige og skriftlige kilder.
Skrivekunsten i Norge havde, frem til kristendommen blev indført, bestået af runeindskrifter som var dårlig egnet for skriveri i større format. Med indførelsen af det latinske alfabet og pergamentet omkring årtusindeskiftet skabtes efterhånden tekniske muligheder for at skrive historiske værker. Den første historieskriver, vi kender til i Norge, er Theodoricus monachus (Tjodrek eller Tore munk), som skrev Historien om de gamle norske konger på latin en gang mellem 1177 og 1188. I udlandet fandtes der allerede et værk ved navn Historia Norvegiae af en ukendt forfatter sandsynligvis forfattet mellem 1160 og 1175. Omkring 1190 blev historiekrøniken Ågrip (Ágrip af Nóregs konunga sögum) skrevet som den første (kendte) kongesaga på norrønt mål. Forfatteren er ukendt. Krøniken Fagrskinna blev skrevet omkring 1220 og regnes også for at være en værdifuld, samtidig kilde for Snorres sagaer.
Efter, at Snorre kom tilbage til Island i 1220, fuldførte han sin Edda. Han gik så i gang med at skrive Olav den helliges saga. Denne sagaen placerede han så ind i sin historie om de norske konger, Heimskringla.

## Sagaens indhold
Eirikssønnernes saga afsluttes med drabet på Håkons fader Sigurd Ladejarl, som Harald Gråfeld og hans brødre stod bag i 963. I første del af Håkon jarls saga træder den unge Håkon frem og hævner drabet på faderen i stadige kampe mod Eirikssønnerne. Der er imidlertid kræfter, som vil have en ende på borgerkrigstilstanden, og med hjælp af ikke navngivne stormænd bliver der sluttet fred mellem parterne.
Snorre antyder også et kærlighedsforhold mellem jarlen og Eirikssønnernes moder, dronning Gunhild (enken efter Erik Blodøkse), men sagaen afbrydes stadig med beskrivelser af ufreden mellem ladejarlen og Eirikssønnerne. Den forholdsvis korte saga beskriver i større grad Eirikssønnernes færd end Håkon jarls, og sagaen afsluttes før drabet på Harald Gråfeld omkring 970, hvor Håkon jarl sandsynligvis spillede en vigtig rolle uden, at han direkte bliver koblet til Haralds fald. Den tidsperiode, hvor Håkon optrådte som "jarl af Norge", fra Harald Gråfelds død frem til, at han selv blev dræbt af sin træl Tormod Kark i 995, omtales kun i Olav Tryggvasons saga.

## Litterær stil
Når Heimskringla er blevet stående som noget af det ypperste i norrøn litteratur fra denne periode, så «skyldes det først og fremmest, at Snorre forener historisk kritik og tænkning med genial fortællekunst. Han komponerer omhyggelig, forbereder, skaber spænding, stigning og forventning, indtil afgørelsen falder i en fortættet, dramatisk scene.» De andre kilder, som Ågrip og Fagrskinna, er kortfattede og nøgterne i formen, mens Snorre broderer og giver liv til handlingen og menneskene. Den korte Håkon jarls saga er allikevel ikke den litterært set mest værdifulde blandt Snorres sagaer. Sagaen gengiver flere uddrag fra de mest kendte skaldekvad fra denne tid, Håløygjatal, Vellekla og et digt af skjalden Glum Geirason.

## Skriftlige overleveringer
Den eneste skriftlige kilde til Snorres kongesagaer fra middelalderen, som er bevaret, er Codex Frisianus fra ca 1330. De andre nedtegnelser gik tabt ved en biblioteksbrand i København i 1728.